# Sabrina Solis
Sabrina Solis Martinez (né le 30 août 1996) est une joueuse mexicaine de badminton,.